# SAM Waadhoeke
SAM Waadhoeke is een Nederlandse lokale partij binnen de gemeente Waadhoeke (provincie Friesland). De partij is een lokale politieke samenwerking tussen PvdA, D66, GroenLinks en Werkgroep het Bildt. De partij behaalde tijdens de gemeentelijke herindelingsverkiezingen in november 2017 zes zetels in de raad van de nieuw gevormde gemeente Waadhoeke.